# Adolf Wilhelm Keim
Adolf Wilhelm Keim (* 25. März 1851 in München; † 5. September 1913 ebenda) war ein deutscher Handwerker, Forscher und Erfinder der Silikatfarbe.

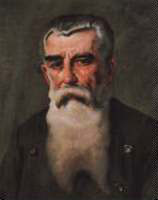
Adolf Wilhelm Keim

## Leben
Er wurde in München geboren und wuchs dort auf. Zunächst absolvierte er eine Lehre als Töpfer. In den folgenden Jahren beschäftigte der sich jedoch mit der Chemie mineralischer Pigmente und Bindemittel. Ausgehend von flüssigem Kaliwasserglas entwickelte er ein Bindemittel für Putze und Malereien, die sich mit ihrem mineralischen Untergrund besonders stabil verbanden. Zudem waren sie waschfest, witterungs- und säurebeständig sowie lichtecht. Silikatfarben waren zwar generell schon seit dem Mittelalter bekannt, aber Keim perfektionierte sie und machte sie erst dadurch marktfähig. Man kann ihn also als Erfinder der modernen Mineralfarbe bezeichnen. Sie werden nach ihm auch „Keim'sche Mineralfarben“ oder „Keimfarben“ genannt.
1878 erhielt Keim ein kaiserliches Patent auf seine Mineralfarben. Es folgte die Gründung des Unternehmens Keimfarben. Die erste Produktionsstätte befand sich in der Nähe des Kalksteinbruchs in Offenstetten (heute zu Abensberg gehörend) in Niederbayern. Heutiger Firmensitz ist Diedorf bei Augsburg.
Die Technik der Mineralfarben wird im Prinzip heute noch angewandt und gilt als ein entscheidender Durchbruch der Entwicklung der Farbstoffchemie. Vor allem Künstler und Restauratoren sind bis heute stark auf Keims Farben angewiesen.

## Werke
- Die Mineral-Malerei: neues Verfahren zur Herstellung witterungsbeständiger Wandgemälde; technisch-wissenschaftliche Anleitung. Wien; Pest; Leipzig, Hartleben, 1881.
- Nachdr. der Ausg. von 1881 hrsg. und mit einer Einl. und Bibliogr. vers. von Thomas Hoppe. Stuttgart, Enke, 1995. ISBN 3-432-27111-5
- Über Maltechnik: ein Beitrag zur Beförderung rationeller Malverfahren / Auf Grund authentischen Aktenmaterials bearb. von Adolf Wilh[elm] Keim. Leipzig, Förster, 1903
- Die Feuchtigkeit der Wohngebäude, der Mauerfrass und Holzschwamm: nach Ursache, Wesen und Wirkung betrachtet. Wien; Pest; Leipzig, Hartleben, 1901
- Ausstellung für Maltechnik in München im kgl. Glaspalaste 1893 vom 20. Juli bis 15. Oktober; Offizieller Katalog veranstaltet von der Deutschen Gesellschaft zur Beförderung rationeller Malverfahren. 2. Aufl. Red.: Adolf Wilhelm Keim. München, Mühlthaler, 1893
- Denkschrift über die Notwendigkeit, Mittel und Wege einer Verbesserung unserer Maltechnik a.d. Geb. d. Kunst und des Gewerbes. München, Ackermann, 1890
- Über die Grundlagen für eine rationelle Technik der Ölmalerei. In: Technische Mittheilungen für Malerei, Jg. 1889
- Die Neuesten Verbesserungen in der Mineral-Malerei von 1880–1884: (Neues Verfahren zur Herstellung wetterfester Wandgemälde), Ausführliche Anleitung zur Herstellung wetterfester und transportabler Wandmalereien. München, Schreiber, 1884
- Die Mineral-Malerei: neues Verfahren zur Herstellung witterungsbeständiger Wandgemälde; technisch-wissenschaftliche Anleitung. Wien; Pest; Leipzig, Hartleben, 1881